# Ілюк-Жихович Марія Федорівна
Ілюк-Жихович Марія (Маруся) Федорівна (нар. 23 лютого 1898, Чорнівка Новоселицького району — ?) — сестра жалібниця УГА, медик Буковинського куреня ДА УНР.

## Життєпис
"Навчалася у Чернівецькій жіночій гімназії. З 1914 року студіювала медицину у Відні. 1916 року вступила до Австрійського Червоного Хреста, де була призначена на посаду сестри-жалібниці у шпиталь 36-го піхотного полку. Служила до 10 вересня 1918 року.
Після проголошення ЗУНР вступила до окружного шпиталю Снятина, де служила до 3 березня 1919 року. Брала участь у боях біля Львова у складі 2-ї Коломийської бригади УГА.
У квітні 1919 року вступила до Буковинського куреня, де виконувала обов'язки медика. Після входження Буковинського куреня до складу 9-го полку 3-ї Залізної дивізії ДА УНР брала участь у боях проти більшовицьких та денікінських військ. Була свідком приїзду Головного отамана Симона Петлюри до Мурованих Курилівців, про що згодом написала «Спогад».
У листопаді 1920 року була інтернована поляками в Вадовицях, потім у Каліші.
З початку 1920-х перебувала у ЧСР, де 7 вересня 1922 року взяла шлюб з українським військовим медиком Олександром Жиховичем.
З 18 жовтня 1922 року до 17 травня 1923 року навчалася на економічно-кооперативному відділенні Української господарської академії в Подебрадах, Чехія.
Наприкінці 1920-х мешкала в Ужгороді, де її чоловік працював у друкарні АТ «Уніон».
Розлучилася з Олександром Жиховичем влітку 1935 р.
Подальша доля невідома." [1].